# Jungermannia ochroleuca
Jungermannia ochroleuca là một loài Rêu trong họ Jungermanniaceae. Loài này được L. f. ex Spreng. mô tả khoa học đầu tiên năm 1827.